# Улица Дзержинского (Липецк)
У́лица Дзержи́нского — улица в Левобережном округе Липецка. Проходит в Новолипецке от дома № 2 по улице Зои Космодемьянской до улицы Невского (между проспектом Мира и улицей Адмирала Макарова), прерываясь сквером имени Франценюка.
Названа в честь Ф. Э. Дзержинского в 1950-е годы.
Проезжую часть имеет только на участке частной застройки от сквера имени Франценюка до улицы Невского. На остальном протяжении застроена типовыми многоэтажными домами, в основном хрущёвками.

## Транспорт
- к домам начала улицы — авт. 6, 6к, 8, 17, 17а, 27, 28, 30, 33, 33а, 40, 40а, 106, 112, 306, 308к, 317, 321, 322, 325, 330, 332, 343, ост.: «Пл. Мира».
- к домам конца улицы — авт. 8, 17, 17а, 27, 28, 30, 33, 33а, 40а, 306, 308к, 317, 321, 322, 325, 330, 332, ост.: «Пл. Франценюка».